# Gillet Automobiles

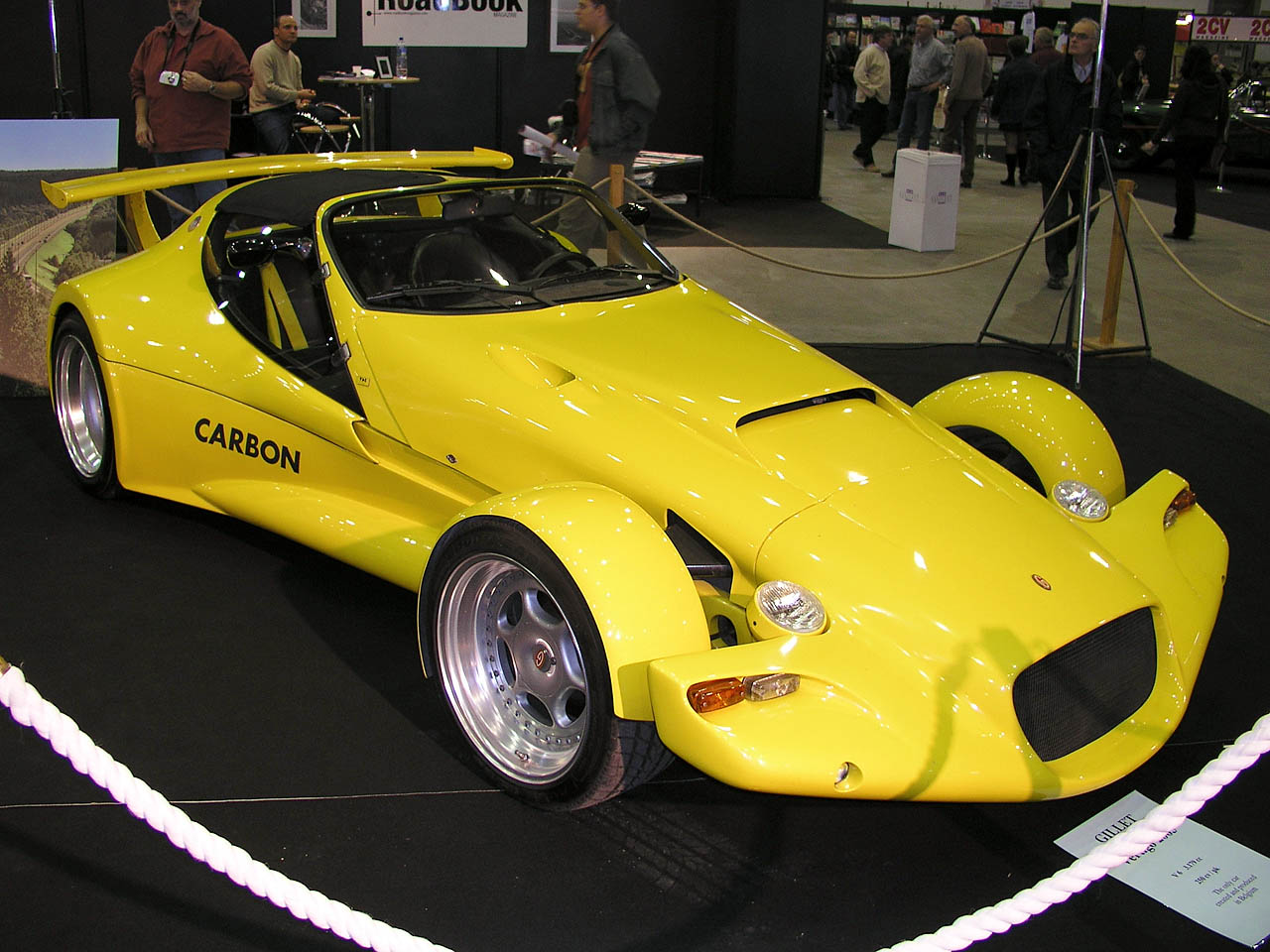
Gillet Vertigo Mk 1 1994

Gillet es un fabricante de automóviles belga, iniciado en 1992 por el expiloto de carreras Tony Gillet. La compañía produce el coupé deportivo Vertigo, un vehículo deportivo "a medida" ultra liviano (990 kg) y fabricado a mano. El primer Vertigo fue impulsado por un Ford Cosworth 2.0 litros 4-en-línea, las últimas evoluciones son impulsadas por motores más potentes: el motor Alfa Romeo V6 de 3.0 litros y el Ferrari / Maserati V8 de 4.2 litros en el Vertigo .5.

## Antecedentes de la empresa y diseño del Vertigo
Tony Gillet fue un exitoso piloto de carreras, ganó el campeonato belga de escalada en 1979 y 1980 y compitió en dos rallies del Dakar. En 1982, se convirtió en el importador belga de Donkervoort, un automóvil holandés de estilo Lotus Super Seven. En enero de 1990, rompió el récord de 0 a 100 km/h (62 mph) para autos de producción con un tiempo de 3,85 segundos en un Donkervoort especialmente modificado. El Vertigo mantuvo el récord de 0–100 km/h para los autos de producción en 3.1 segundos, pero desde entonces se ha roto.
El primer prototipo de Vertigo se terminó en 1991 y se mostró en el 71.er Salón del Automóvil de Bruselas en enero de 1992. En los siguientes dos años, el automóvil se finalizó para la producción. Se mostró en las exposiciones de automóviles de París y Ginebra en 1993. Se construyeron dos automóviles más: un segundo prototipo para finalizar el diseño de producción y el primer automóvil de producción, que se usó para la certificación, incluida la prueba de choque frontal, la resistencia del anclaje del asiento y la seguridad. Ensayos de resistencia de anclaje de cinturones.
La producción de Vertigo difería del primer prototipo en materiales y diseño. El chasis se fabricó con fibra de carbono y materiales de nido de abeja (una tecnología tomada directamente de Fórmula 1), lo que garantiza una mayor resistencia y rigidez, al tiempo que ahorra 58 kg (128 lb) de peso en el chasis. El cuerpo recibió líneas más fluidas con ventanas laterales más altas y faros retráctiles, por lo que está más cerca de los primeros dibujos de diseño.
Se vendió un Vertigo a Philippe Streiff, un expiloto de Fórmula 1 que tiene una discapacidad después de un accidente durante las pruebas de pretemporada en 1989. Este vértigo fue modificado para ser controlado por un joystick y se le dio una transmisión automática.
Gillet presentó el Vertigo .5 en Bruselas en enero de 2008. Incorpora características del auto de carrera Vertigo utilizado en la serie de carreras FIA GT de 2007.
Los famosos propietarios de Vertigo son el príncipe Alberto de Mónaco y el cantante y actor francés Johnny Hallyday.

## Carreras
Gillet también participa activamente en el deporte del motor con la versión de carreras de Gillet, llamada The Gillet Vertigo Streiff. Desde 1998, el auto ha competido en el Belcar (Belgian GT Championship) y el Campeonato FIA GT en la Clase G2 para autos no homologados.
El Vertigo Streiff fue desarrollado originalmente con una versión modificada del motor Alfa Romeo V6, con 3.6 L y 360 PS (265 kW; 355 hp). Gillet aumentó el desplazamiento a 3,990 cc (243 cu in) en 2006. Una versión GT3, con una homologación nacional, corrió brevemente en la temporada 2007 de Belcar.
En la temporada 2008 del FIA GT, Renaud Kuppens corrió con un Gillet Vertigo.5 con un motor Maserati de 4,2 litros V8 ajustado a la especificación del Grupo N. Renaud Kuppens dijo que el motor Maserati desarrolla la misma cantidad de potencia que el motor V6, pero tiene más torque.
El auto llegó al puesto 26 en las 24 Horas de Spa de 2002 y 2003, y 13 en 2004. Entró en la carrera de 24 Horas de Spa en 2005, 2006, 2007 y 2008, pero no pudo terminar en todas las ocasiones.